# Княгиня (пам'ятка природи)
Уро́чище Княги́ня — комплексна пам'ятка природи загальнодержавного значення в Україні. Розташована в межах Тульчинського району Вінницької області, між селами Миролюбівка і Дмитрашківка. 
Площа 52 га, створена в 1975 р. Перебуває у віданні ДП «Крижопільське лісове господарство», в кв. 1, 2 Піщанського лісництва (лісовий масив урочище Кукулянське). 
Охороняється мальовниче урочище в каньйоноподібній долині річки Кам'янки (притока Дністра). Вапнякові товтрові відслонення надають цій долині гірського вигляду. Окремі скелі на вершинах схилів майже прямовисно височіють над руслом річки, найбільша із них називається Кінська скеля. Ці скелі є частиною кряжу Східноподільських товтр. На верхівці західного схилу долини трапляються галявини, вкриті степовою рослинністю. На правому березі у верхній частині схилу — невелика печера. На лівому березі річки на лісовій галявині — три досить потужні джерела прісної води. 
Урочище Княгиня розташоване на території, котра має надзвичайно багатий рослинний покрив. Загалом у Кукулянському лісовому масиві та прилеглій до нього долині Кам'янки виявлено 527 видів судинних рослин, із яких 440 — аборигенні, а 87 — адвентивні. З рідкісних видів флори із Червоної книги України (2009) на території Урочища Княгиня ростуть: берека, горицвіт весняний, кафран сітчастий, ковила волосиста, коручка темно-червона, коручка широколиста, лілія лісова, підсніжник звичайний, сон-трава велика, сон-трава лучна і тюльпан дібровний. Багато виді рослин є регіонально рідкісними: авринія скельна, айстра заміщуюча, актея колосиста, аспленій волосистий, аспленій муровий, барвінок трав'янистий, гадюча цибулька непомітна, живокіст кримський, жовтець іллірійський, карагана чагарникова, кизил, конвалія, кремена гібридна, леопольдія тонкоцвіта, леопольдія чубкувата, ломиніс цілолистий, оман високий, осока парвська, петрів-хрест лускатий, проліска дволиста, пухирник ламкий, півники злаколисті і півники угорські. 
Урочище Княгиня є одним із найбагатших у Вінницькій області осередків збереженої природної флори і перлиною Східноподільських (Мурафських) товтр.

## Галерея

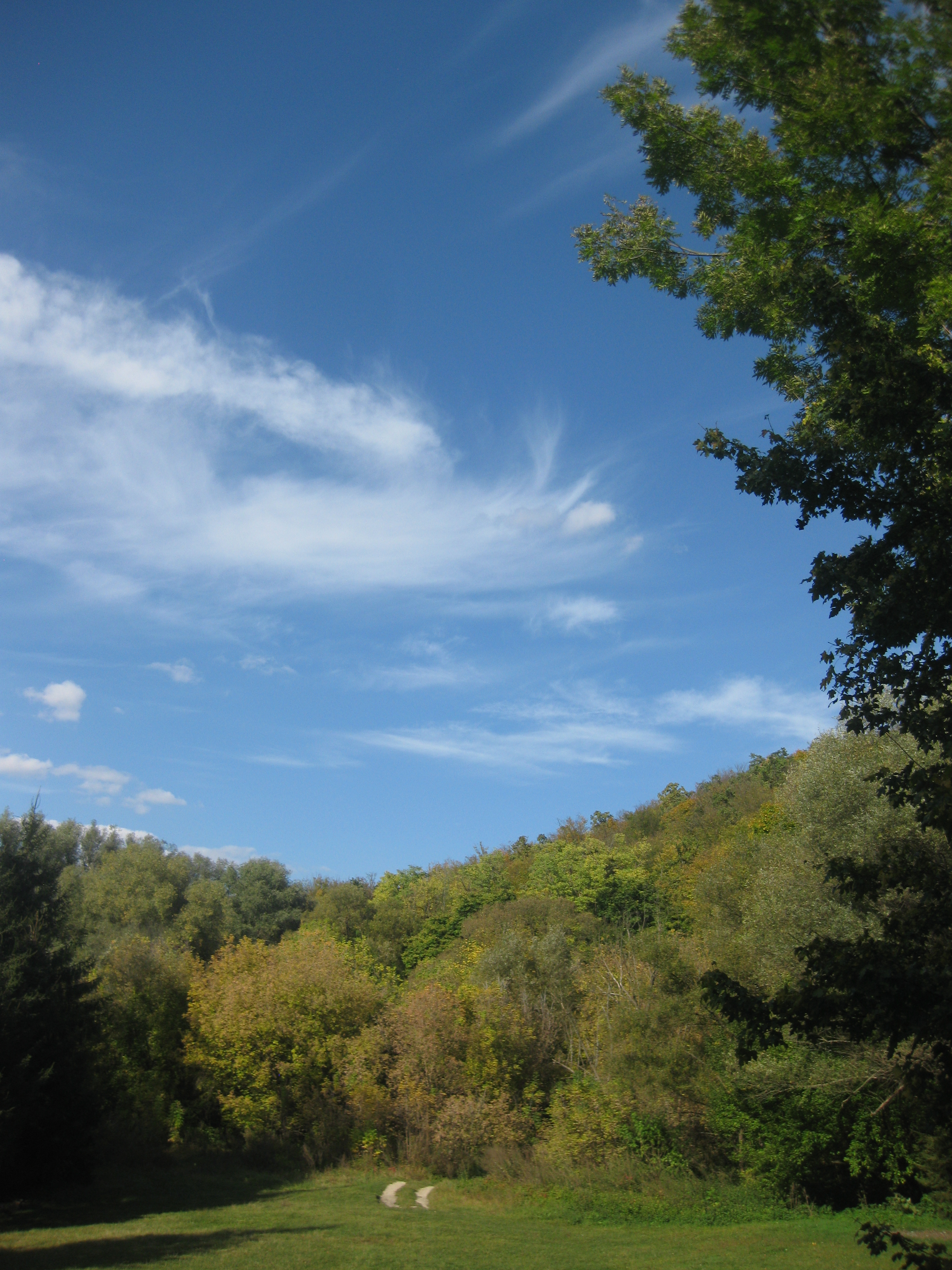
В урочищі
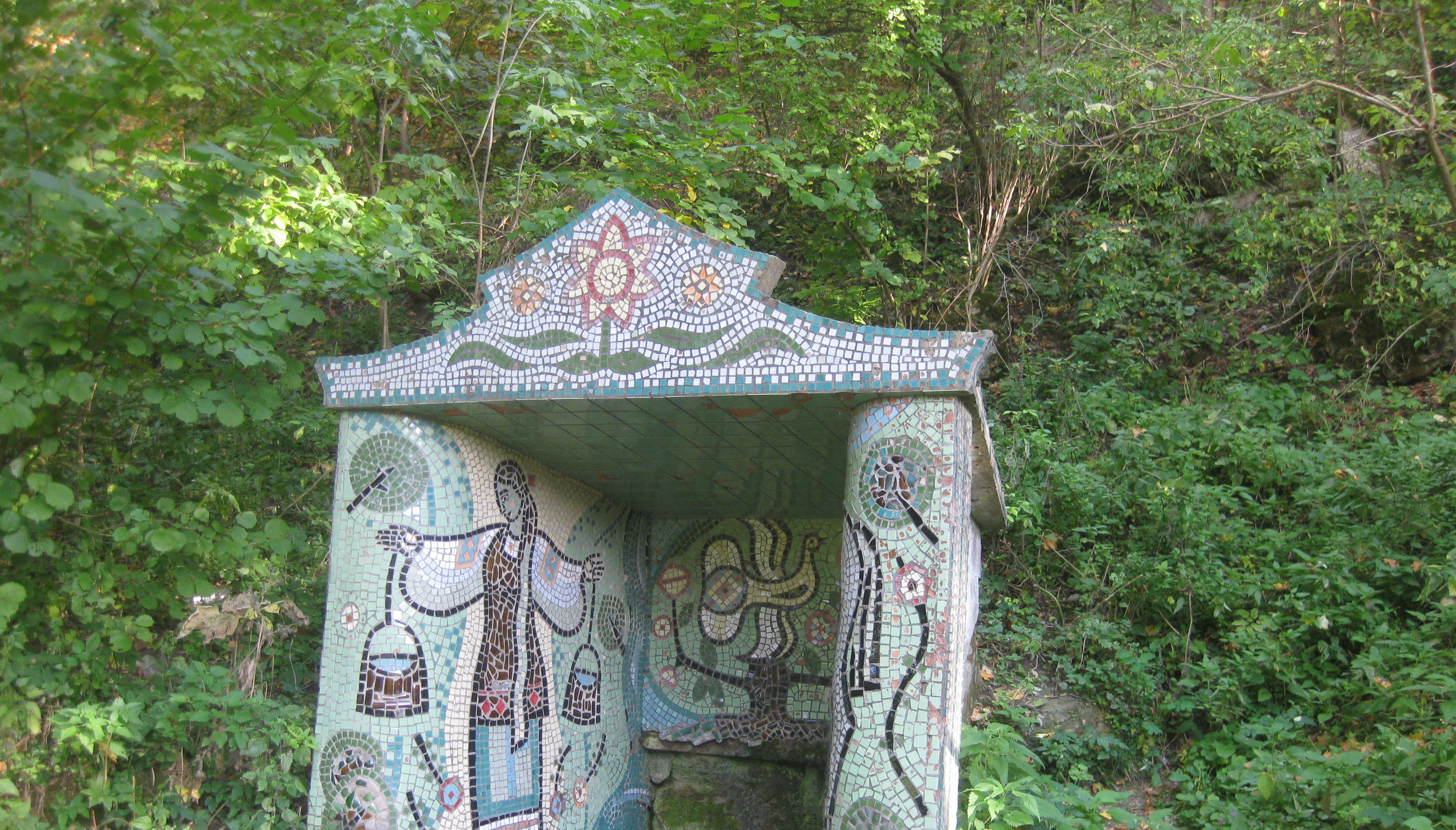
Джерело